# Dedumose I
Djedhotepre Dedumose I là một pharaoh Ai Cập thuộc Thời kỳ Chuyển tiếp Thứ Hai. Theo các nhà Ai Cập học Kim Ryholt, Darrell Baker, Aidan Dodson và Dyan Hilton, ông là một vị vua thuộc vương triều thứ 16. Ngoài ra, Jürgen von Beckerath, Thomas Schneider và Detlef Franke lại xem ông như là một vị vua thuộc vương triều thứ 13.

## Chứng thực
Djedhotepre Dedumose được đề cập tới trên một tấm bia đá mà được tìm thấy vào tháng 7 năm 1908 ở phần phía nam của Tell ở Edfu. Tấm bia này thuộc về một người con trai của đức vua và vị chỉ huy Khonsuemwaset ("Khonsu ở Waset"). Người ta không biết liệu rằng ông ta có thực sự là một người con trai của đức vua hay không hoặc người con trai của đức vua ở đây chỉ là tước hiệu, mà không nhất thiết là phải dành riêng cho những người con thực sự của một vị vua. Một vị vua khác của thời kỳ Chuyển tiếp thứ Hai cũng có tên là Dedumose: Djedneferre Dedumose II. Do sự hiếm gặp của tên Dedumose, có khả năng rằng ông ta là con trai của Dedumose I. Một số đồ tạo tác có mang tên của một vị vua Dedumose nhưng lại không có tên prenomen, do đó khó có thể xác định được chúng thuộc về Dedumose nào. Ví dụ, một tấm bia đá của một vị quan Harsekher đến từ Edfu tuyên bố rằng Người con trai của đức vua Harsekher, con trai của Người con trai của đức vua Sobekhotep có họ hàng với một vị vua Dedumose, mà được Aidan Dodson và Dyan Hilton xác định là Dedumose I.

## Vị trí trong biên niên sử
Niên đại chính xác cho Dedumose chưa được biết rõ, nhưng nếu ông là một vị vua thuộc vương triều thứ 13, triều đại của ông có lẽ đã kết thúc vào khoảng năm 1690 TCN trong khi nếu ông là một vị vua thuộc vương triều thứ 16, ông có thể sẽ trị vì trong khoảng thời gian giữa năm 1588 TCN và 1582 TCN, vào những năm cuối cùng của vương triều thứ 16. Ryholt tin rằng do phải đối mặt với những cuộc xâm lược của người Hyksos vào lãnh thổ của mình, Dedumose đã cố gắng cầu hòa với họ, như được ngụ ý bởi các tên gọi của ông "Hòa bình của Ra là vững bền; Ngài là người mang đến hòa bình; Ngài là người giải cứu hai vùng đất".